# Hydrophilus brevispina
Hydrophilus brevispina es una especie de escarabajo acuático del género Hydrophilus, familia Hydrophilidae. Fue descrita científicamente por Fairmaire en 1879.
Se distribuye por Australia y Nueva Caledonia. Especie de unos 25-33 milímetros de longitud, bastante sólida, ovalada, con patas traseras anchas.

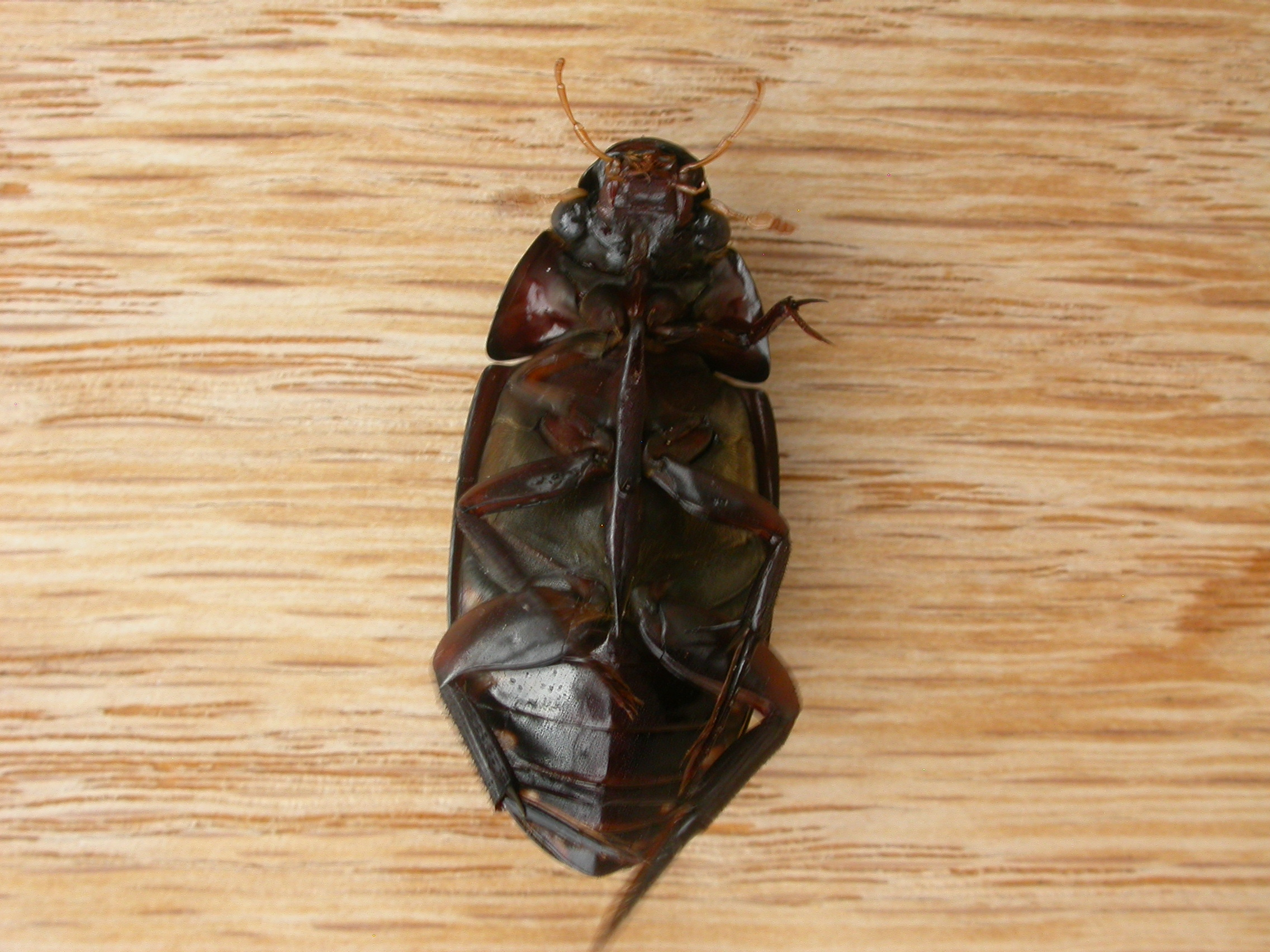
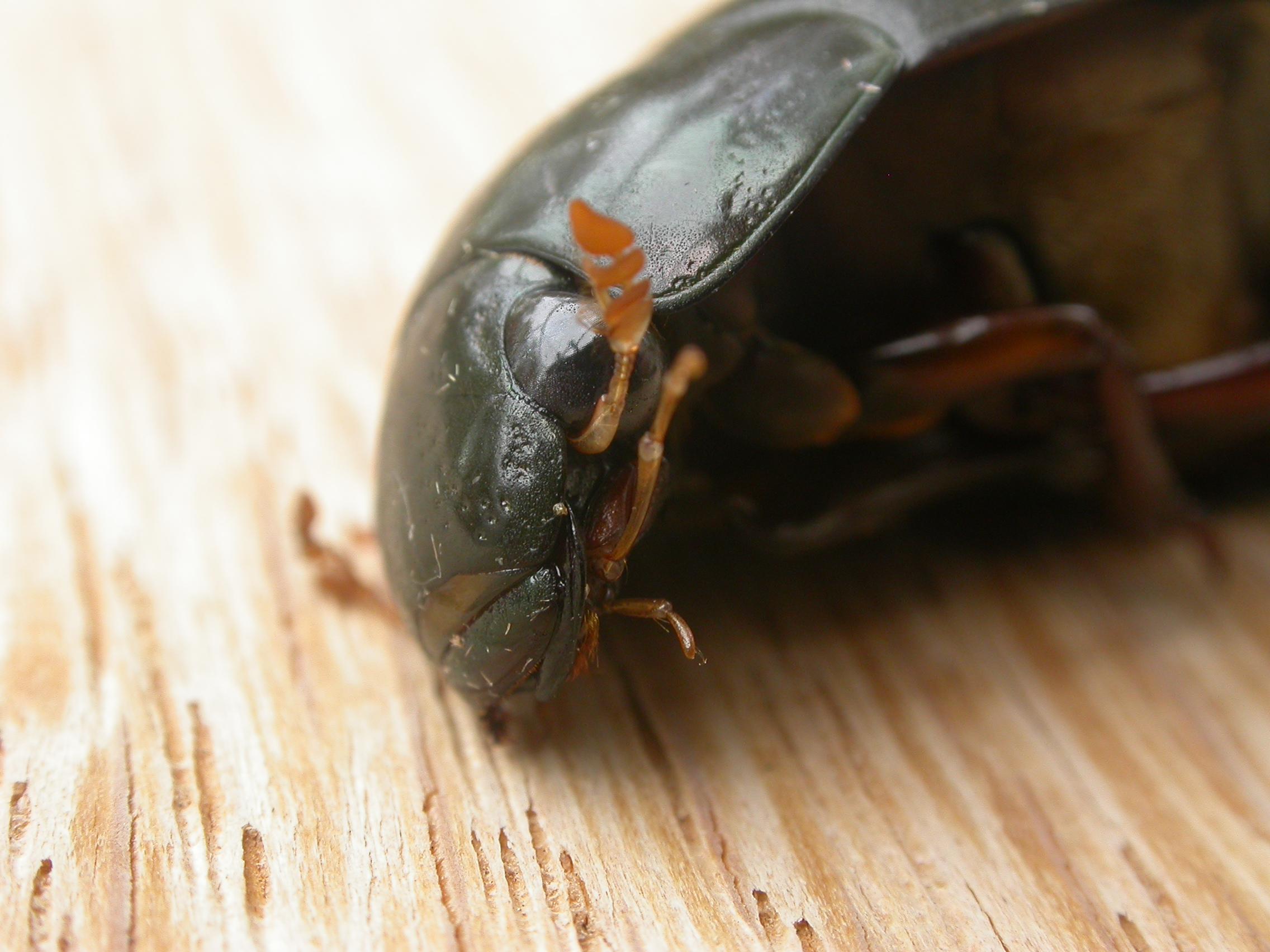
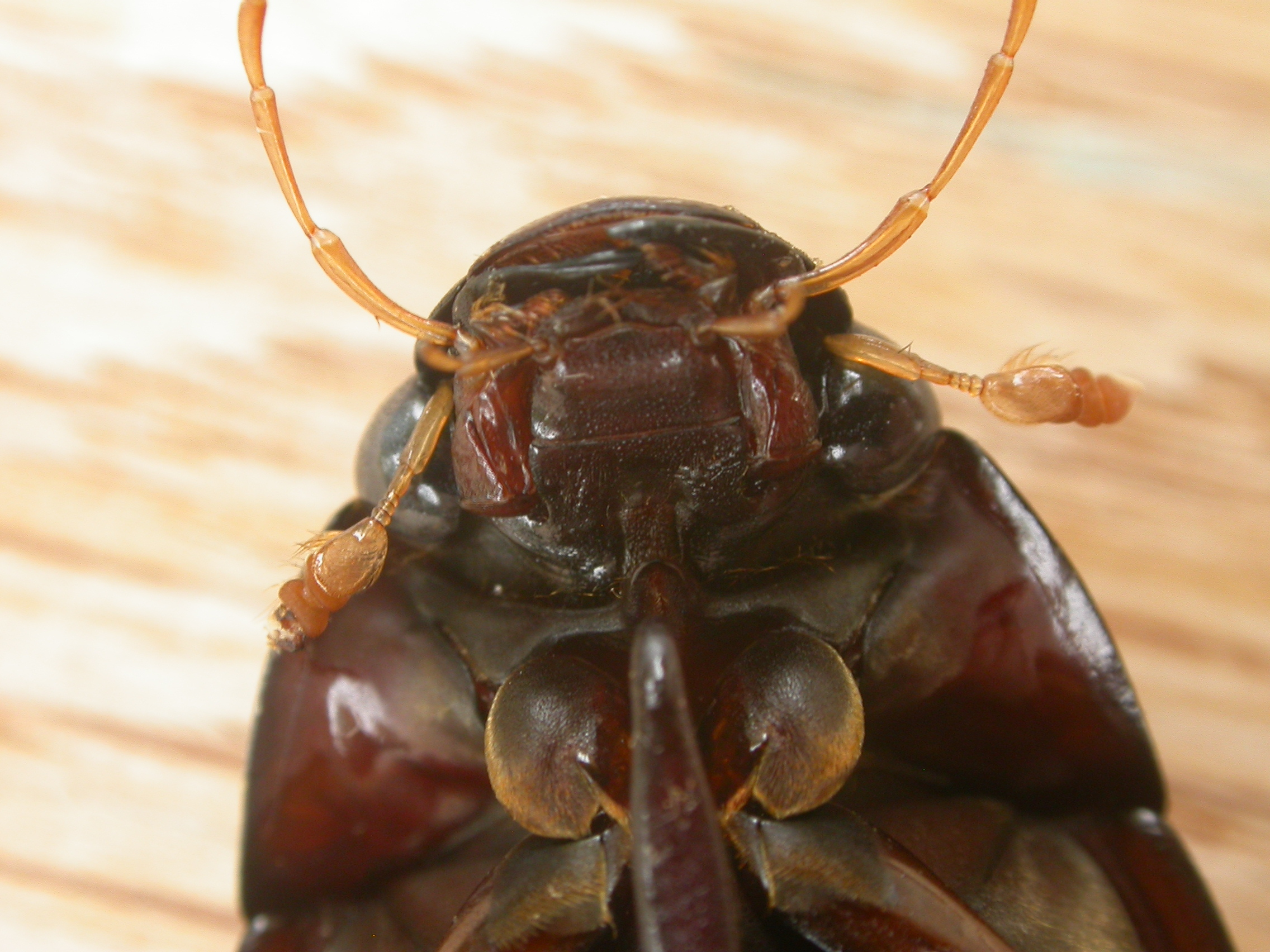
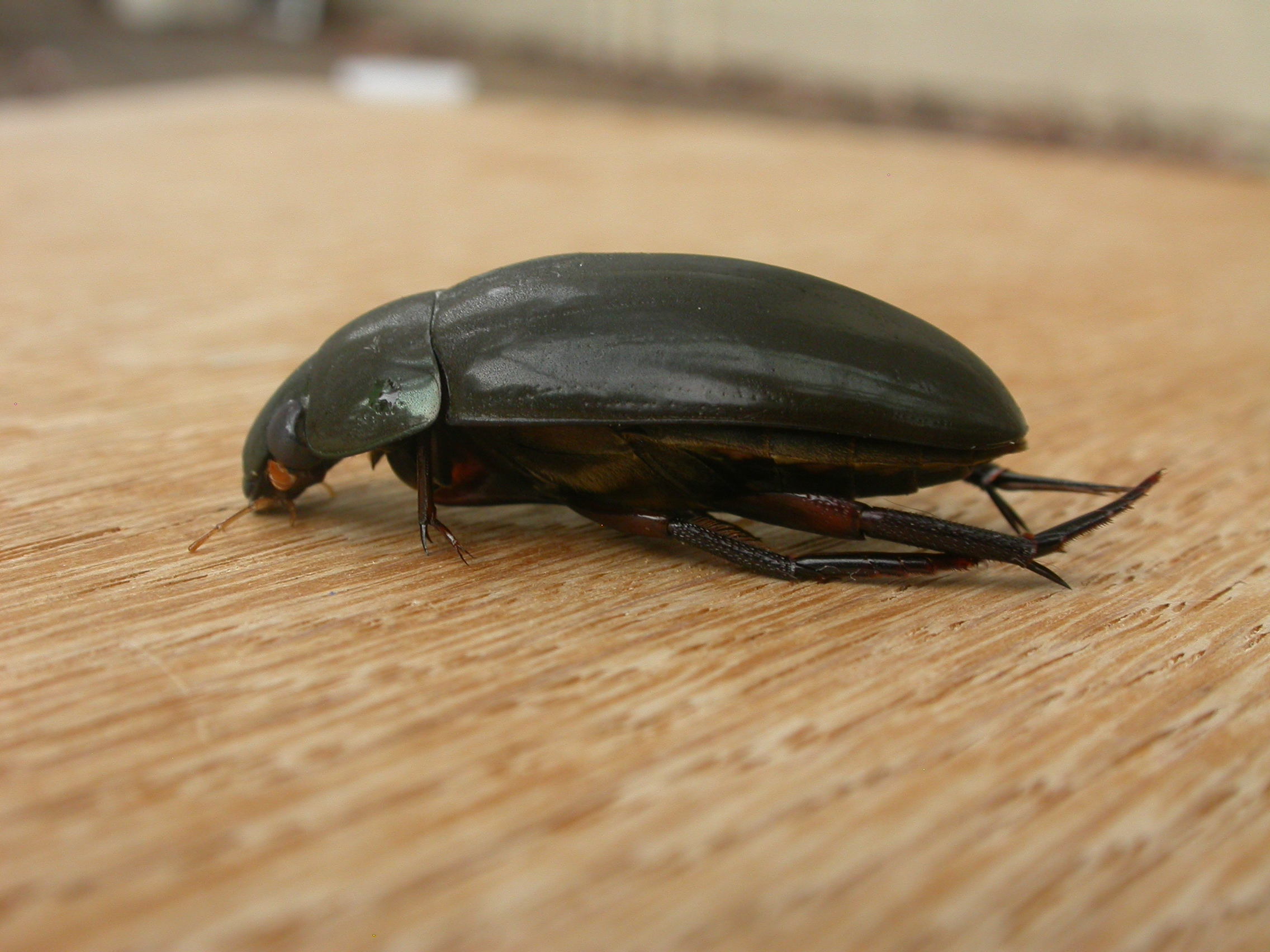